# 阿斯達年代記：阿拉姆恩之劍
《阿斯達年代記：阿拉姆恩之劍》（韓語：아라문의 검），為韓國tvN於2023年9月9日至10月22日所播出的土日電視劇。本劇是2019年播出的《阿斯達年代記》續集，以妥坤在前作中佔據王位約八年後的阿斯達為背景，誰將成為這片土地真正的主人。
全球由Disney+獨家上線。

## 演員陣容

### 主要人物
| 演員   | 角色       | 介紹 |
| 张东健 | 妥坤       | 阿斯達第一位王、掌握權力的統治者。 經過慘烈的鬥爭，妥坤終於站在了頂峰。他有兩個正統的兒子，誰會是接班人呢？是阿斯達最優秀的智謀家也是設計阿斯達王國的薩雅；或者，是結合妥坤與太遏何的血所誕生的小阿拉姆恩。 妥坤不會向任何人表露內心想法，對內只是巧妙的讓太遏何、薩雅、坦雅在自己的棋盤上行動；對外則是要面對帶領著聯盟越河而過、被稱爲令人敬畏的伊那伊神氣的銀殲。在意想不到的地方，妥坤的絕妙策略開始出現裂痕。 |
| 李準基 | 銀殲       | 實現了亞高族30個氏族的統一，被稱爲令人敬畏的伊那伊神氣。 “石牆倒塌，家園成爲廢墟，伊那伊神氣渡過銅山江而來了。”現在，在阿斯大陸，伊那伊神氣的存在已成爲一種恐懼，銀殲被人們稱爲恐怖之歌。不僅是他的長相，連原名是什麼、來自哪裡都不知道的未知存在。他是統一那些險峻的森林戰士、暴戾的亞高族們的最高領導人，成爲阿斯大陸東部的強大勢力。 就這樣，懷著解放亞高族以及所有被壓迫的部落人們的巨大夢想，準備與妥坤的大戰。但是，在這場戰爭中只有一個問題…坦雅，是的，這一切的開始，是坦雅。                                                                                        |
| 李準基 | 薩雅／金遐 | 阿斯達的軍事司令官、超群房的密帥。 薩雅對坦雅的承諾是真心的，找到同胞兄弟銀殲，三個人齊心協力來打敗妥坤，創造新的世界。但那是因爲銀殲是在某處勉強維持生命的可憐弟弟，但他竟然是阿斯達王國的強有力對手、伊那伊神氣？ 阿祿王子出生後，薩雅的王位繼承人地位變得不穩定，必須上戰場冒着生命危險來證明繼承人的資格。薩雅既困惑又氣憤，銀殲輕易獲得的東西爲什麼自己那麼難得到呢？爲什麼媽媽只帶著他去了伊亞勒克？爲什麼神給我取名爲鏡子？面對亞高族對銀殲的熱烈支持，以及從未來到自己身邊的坦雅的心，現在必須做出選擇，要與阿斯達的敵人聯手，還是要背叛坦雅的信任親手殺死我的兄弟？ |
| 申世景 | 坦雅       | 成功證明自己是再世阿薩辛，並以慈愛、平等撫慰所有百姓的宗教支配者。 身為阿斯達的大祭司，坦雅也已經成長到足以威脅至尊者妥坤，再加上武伯和薩雅準備聯合擊退妥坤，現在只要找到消失的銀殲就行了。但是，這是什麼神的玩笑？銀殲是阿斯達的敵人、成爲了伊那伊神氣。更諷刺的是，要祝福與銀殲作戰而出征的阿斯達軍隊！ 但是坦雅在這個矛盾中意識到了自己的使命，銀殲的母親阿薩琿留下最後的遺言和銀殲必須成爲伊那伊神氣的偉大意義，現在她這位再世阿薩辛該做什麼。坦雅跟隨阿薩辛的教導，與銀殲一起創造一個新世界，爲了準備這個世界的到來，自己延伸在阿斯達王國各處地方的勢力開始行動起來。   |
| 金玉彬 | 太遏何     | 阿斯達王后，以權力和計謀來支配的老練政治家。 她親手殺死了自己的父親海米忽、通過與妥坤的生死談判，而登上了后座。但從未忘記海米忽說過的話：「海族人的命運只取決於一個人的心嗎？」，她無意通過偷走妥坤的心來偷走這個世界，她發誓要把整個阿斯達踩在腳下站在最高處。 出生的阿祿成爲太遏何權力的工具也是最重要的武器，而最大的問題則是薩雅。太遏何祕密地制定計劃，現在對她來說，除了自己的目標外，沒有什麼東西是捨不得的，即使是她仍真心渴望的妥坤。 |

### 阿斯達兵團
| 演員                | 角色   | 介紹 |
| 朴海俊 （特别出演） | 武伯   | 大軍長。少數部落物吉族人，也是阿斯達軍隊的統帥。做為三個天符印的助手，他一直在尋找揮向世界的「刀」，銀殲，但在戰場上遇到的敵將竟然是銀殲讓他感到很混亂。武伯只相信坦雅會實現的世界，冒著危險安排銀殲、薩雅兄弟祕密會面。但武伯並不知道，自己的選擇會帶來什麼樣的結果。 |
| 車龍學              | 吉善   | 禁衛總管。白山族人，從前妥坤比自己更相信武伯，但是現在成爲國王的妥坤，比起善戰、憨直的大臣，更信任會看臉色、善長政治，在他說話之前就處理好不舒服事情的僕人。這正是吉善最拿手的，於是他成為擁有巨大權力的皇家衛隊。                                                     |
| 李柱元              | 連渤   | 軍長。只憑對妥坤的忠誠和大汗部隊戰士的出身感到自豪，但對吉善的控制與成為王的妥坤只想以恐嚇統治，感到越來越疲憊，他決定要賭上性命來奪回大汗時期充滿鬥志的妥坤。 |
| 李浩哲              | 奇土何 | 軍長。與無知兇殘的大汗時期不同，現在可以退一步觀察局勢，瞭解權力的版圖。但比任何人都對連渤的真誠有同感，所以最終決定一起站在連渤的身邊。 |
| 朴鎮                | 蒙泰   | 禁衛官。瓦韓族人，因為想要變強，所以他選擇跟隨看起來最強大的妥坤。如此焦急的渴望，讓他以自己都不知道的武藝素質到達了衛兵團的位置。 |
| 宋宥澤              | 博良豐 | 禁衛官。他是在新月之夜看到武光被挖心而死的唯一倖存者，坦雅的詛咒成真，比任何人都熱烈地信奉她是再世阿薩辛。 |
| 黃敏浩              | 昭堂   | 軍長。妥坤成爲國王後，起初還想與吉善進行權力鬥爭，但最終放棄並退位，成爲阿斯達軍隊的指揮官。執行交給他的任務，沒有太大的慾望，只是希望出人頭地和富裕。但身為阿斯達軍的自豪， 無法想像會敗給那些亞高獸。                                                                |
| 金正宇              | 翩米   | 衛兵總管。與吉善、昭堂從小就是朋友。比起忠誠，更傾向於跟隨大勢，爲了在動不動就被砍頭的阿斯達生存下來，自己也努力與有力的勢力聯繫。 |
|                     | 杜帕   | 軍長，負責圍剿性防禦。 |
| 鄭基旭              | 大薩伊 | 副軍長，與昭堂一起追隨薩雅。 |

### 阿斯達官僚
| 演員   | 角色   | 介紹 |
| 鄭石勇 | 列孫   | 瓦韓部落的氏族父親，坦雅的爸爸。列孫終於掌握了製造純鐵的祕訣，也見識到這可以成爲權力的跳板。所以，就像海米忽一樣，列孫將命運寄託在鐵的祕密上走向技術權力，卻與女兒坦雅的道路出現了分歧。 |
| 申文成 | 遁支   | 書使。瓦韓族出身的長老，記錄了妥坤的所有政治行爲，之後不僅負責有關租稅的會計，還管理王室的財政。登上國王最親近的位置後，開始懂了居高的喜悅和踐踏比自己弱者的快感。                       |
|        | 楚自何 | 過去是賽紐族出身，因爲太能幹被山雄從妥坤身邊分離出去，派遣到月亮平原擔任水路和礦山等的總管。成爲國王的妥坤爲了讓他成爲策士，任命他爲地軸房佐帥，是一位出色的行政家和戰略家。             |
|        | 曾修開 | 出身於往返阿斯大陸和阿尼亞茨大陸之間進行貿易的鉅商，深諳如何留下利潤，對鄰國的局勢也很聰明，總是先人一步。他的能力得到了妥坤的認可，被任命爲掌管阿斯達爾商業、貿易和外交的貿易房佐帥。   |
|        | 阿薩畢 | 在王后的庇護下成爲負責城市行政的全邑房佐帥。認為旁系阿薩氏與白山族的安危比阿斯達更重要，因此隨時準備與更大的力量攜手。                                                                   |
|        | 初拔   | 管轄囚犯的刑罰和監獄的刑獄房佐帥。對崇拜神只顧自己利益的阿薩氏有很多不滿，所以比任何人都支持成爲國王的妥坤。但在妥坤持續的暴政下，逐漸閉嘴，最終爆發了對妥坤的憤怒。                     |
|        | 譚熙   | 王室專門負責煎藥的藥巴奇，知道妥坤是伊格特的秘密。 |

### 火之堡壘
| 演員                          | 角色   | 介紹 |
| 尹始奉                        | 海突厄 | 王后的護衛官，是擅長武藝的海族戰士。海米忽死後，與太遏何一起經歷同病相憐的痛苦，相處得很好。雖然太遏何對女僕的信任更甚自己而感到傷心，但心胸深厚的海突厄從不貪婪，只希望王后與小王子幸福。                             |
| 李彩京                        | 海汝比 | 王后的護衛官。爲了保護海族，以及繼承海米忽遺志的太遏何，她會不惜一切代價。雖然當海突厄有時不知所措時會感到鬱悶，但由於總是走在一起，所以產生了像家人一樣的情感。                                                       |
| 裴基範                        | 海赫立 | 海米忽死後，為王后掌管火城堡，還兼任了窮理房佐帥。發現列孫提煉出純鐵後，哄騙並威脅他，試圖探知其祕密。 |
| 申瑞宇 成年：Suho（特别出演） | 阿祿   | 繼承了妥坤和太遏何血統的兒子。在父母的保護下，沒有嚐到權力鬥爭的苦澀，至今還和單純、開朗的其他同齡人一樣。但他是妥坤無比珍貴的寶物，同時也是強大的弱點，成爲覬覦妥坤勢力的目標。漸漸地，他全身心面對著殘酷無情的世界。 |

### 大神殿
| 演員   | 角色   | 介紹 |
| 奇道勳 | 洋次   | 坦雅的護衛官。自從守護在坦雅身邊後，愈來愈無法控制自己的心，這樣下去很可能會被妥坤殺死。但也沒有辦法，爲了老百姓，爲了她想要創造的世界。某天，當他因為被遺忘的真相而摘下口罩時，除了妥坤外沒人知道的他的真實身份浮出水面。 |
| 朴玉出 | 阿可芝 | 女祭官，她與牟明辰一起輔佐譚雅。 從某個瞬間開始，坦雅違背了妥坤的意願，雖然她知道很危險但並沒有苦惱，因為她沒有忘記瓦韓的教誨。                                                                                            |
| 柳詩賢 | 牟明辰 | 白山部落核心出身的祭官，與阿可芝一起輔佐坦雅。負責監督阿斯達內的祭禮與祭官的管理，懇切希望有一天坦雅能以大祭司的名義承認白山之心的教義。                                                                                   |
| 全惠仁 | 莫兒   | 大神殿的小奴隸。但是一走出大神殿，就會變成坦雅的眼睛、耳朵和嘴，是一個不怕危險帶頭進行的堅強少女。 |

### 芭奇商會
| 演員   | 角色   | 介紹 |
| 尹汝真 | 司天   | 藥鋪商人。奉武伯之命去了一趟石堆，主人夫婦死了、彩恩和雪星也失蹤了。即使在絕望的情況下，仍相信彩恩會回來而堅守藥鋪。之後與度提一起作爲譚雅的祕密組織成員活動，憑藉在市集上的人脈關係，很容易就掌握了阿斯達內外的動向。 |
| 李彩允 | 度提   | 藥鋪商人。藥鋪中突然只剩下她孤身一人，一直用聽到的草藥知識來經營藥鋪，憑藉與年齡不符的聰明與大膽，已經在市集上嶄露頭角。白天是藥草少女，晚上則是阿斯達內部的祕密聯絡員，在危險的作戰中也能很好地履行自己的職責。       |
| 宋載龍 | 儉弗   | 商人。瓦韓族出身的消息傳開後，他經手過的東西都賣得很好，逐漸增加了財富，現在是堂堂正正的芭奇商會一員。雖與同樣是瓦韓出身的列孫和遁支一樣有慾望，但劍佛仍然堅守著自己的位置，爲坦雅、瓦韓做出慎重的判斷。               |
| 金蘭姬 | 夏哈提 | 市場上的小販，追隨著坦雅。因為喜歡小孩，主動幫衣不蔽體的孩子們做衣服。但實際身分是培養孩子們成為沒有情感的殺手。 |

### 亞高聯盟
| 演員   | 角色   | 介紹 |
| 李海雲 | 葉生   | 一直爲了生存而毫無罪惡感地撒謊，但試圖救別人的謊言使銀殲變成了伊那伊神氣，給所有亞高族帶來了希望。葉生選擇了銀殲旁邊的位子，以天生的敏捷頭腦，開始擔任亞高聯軍的第一任參謀。 |
| 申柱煥 | 達塞   | 真心想與銀殲一起看他所創造的世界，於是與亞高族一起守護銀殲，成爲堅實的戰士。也是銀殲唯一能夠輕鬆述說瓦韓族的故事與對坦雅感情的人。                                           |
| 姜信曉 | 塔秋干 | 他是亞高族最優秀的戰士，行動先於語言的多血體質，是銀殲最強大的友軍之一。 |
| 朱明   | 米路索 | 越是處於危機狀況，越能通過頭腦做出快速又理性的判斷，是位有能力的女戰士，並擁有絕佳的射箭實力。                                                                               |
| 李雲山 | 太瑪加 | 作為一名戰士，對販賣其他亞高族為奴隸感到非常羞恥。看到銀殲成長為一名真正的領導者，深受鼓舞。                                                                                 |
| 權東浩 | 巴度魯 | 雖然不是亞高族人，但對銀殲從底層到成為伊那伊神氣一直注視著，並產生了敬意。                                                                                                   |
| 尹正勳 | 太多致 | 多虧了銀殲他才能從底層逃出，銀殲更是結束亞高族悲慘世界的救世主，所以絕對捨命保護銀殲。                                                                                       |
| 李根旭 | 楚莫   | 敏捷的亞高族戰士，因為髮型很特別，總是引人注目。 |
| 金正英 | 蘇哈娜 | 獻上太押獨的人頭對伊那伊神氣宣誓效忠後，她成為銀殲忠實的顧問，但她的真實身份是妥坤派來的間諜“紅爪”。                                                                         |
| 尹鍾元 | 戌薩強 | 戌氏族長，雖然不喜歡亞高聯盟以苗氏爲中心，但是對伊那伊神氣銀殲盡忠職守。 |
| 金信勇 | 帕撒   | 苗氏族長，亞高聯盟的實際二把手。 |
|        | 初薩伊 | 繼承了已故父親的頭銜成為了壁氏族長。雖然性格比塔秋簡還暴燥，但當了族長後變得謹慎又沉穩。                                                                                     |
| 趙藝琳 | 苗尼塔 | 在銀殲身邊跑腿的女孩，每個戰場都跟隨著，十分精明能幹。 |

### 內安脫族
| 演員   | 角色     | 介紹 |
| 宋鍾鎬 | 伊斯魯維 | 大屠殺的倖存者，他和其他倖存者一起生活在阿斯大陸的北端。他們試圖找到銀殲和薩雅，並交出拉格茲的遺物。 |
| 黃東熙 | 洛斯納霍 | 大屠殺的倖存者，被拉格茲和阿薩琿救出。他與伊斯魯維一起尋找銀殲和薩雅，後來愛上了唯一存活下來的內安脫族孤女雪星。 |
| 劉旻奎 | 羅迪     | 大屠殺的倖存者。與伊斯魯維、洛斯納霍一起生活，是謹慎交際、超脫世俗的賢者。但他是最先察覺到動搖整個大陸所有活生生的某種氣息後，機敏地行動起來。 |
| 李詩宇 | 雪星     | 大屠殺的倖存者，內安脫族孤女。在目睹妥坤派來的大汗戰士殘酷地殺害養父母後，引發出內安脫的力量屠殺了大汗戰士。之後她決心要對妥坤進行復仇，懇請彩恩讓自己回到原來強大的力量，彩恩雖然成功了，但雪星若不能冷靜地控制，她的血管就會爆裂而死。 某天她因爲控制不住自己的力量而暈了過去，幾經周折被薩雅抓住，薩雅想利用雪星。 |
| 河勝理 | 彩恩     | 夏林的女兒，具有高超的醫術。彩恩雖然也失去了父母親，但是比起決心復仇更擔心想要復仇的眼神。由於雪星被薩雅迷住了，所以不得不和薩雅一起行動。 |

### 其他人物
| 演員                    | 角色     | 介紹 |
| 金度賢                  | 修勒加津 | 有傳言說他突然以上層成員的身份出現在阿斯達。過去在石堆的工作是無法想像的，用冒著生命危險偷來的寶石成功洗刷身份，但像命運開的玩笑般再次遇到銀殲，這給他的計劃帶來了重大挫折。                                                                                         |
| 金義聖 （特别出演）     | 山雄     | 妥坤的爸爸，阿斯達聯盟的聯盟長。於第一季死亡後，以幻影的方式出現在妥坤的眼前。 |
| 陰問錫                  | 卡拉特   | 莫摩族戰士，夏巴拉的波根芭里。無禮是基本，侮辱也是毫不猶豫的，但他比任何人都更懼怕「卡瑪」，如果對方施恩求報，他就會立刻跪下頂禮。卡拉特爲了解開卡瑪，離開馬魯津羣島來到阿斯達，與銀殲交織在一起。在旁邊看著銀殲的行動，他所作的新決定扭轉了阿斯達和亞高之間的戰局。 |
| 林真雄                  | 海嘠達   | 作爲海族出身的青銅師，在過去政變時與兒子一起逃到了阿斯達城外，遇到了正在逃跑的北招，一起四處流浪。幾經周折，與銀殲相遇，他陷入了能否將一切押在他身上的苦惱之中。 |
| 李燦宇                  | 海岱文   | 海嘠達的小兒子，與父親一起執行著海族的秘密任務，視北招為哥哥。當父親苦惱著是否要站在銀殲那邊時，他和北招一起為銀殲加油。 |
| 金層吉                  | 北招     | 海嘠達的助手。出身於與銀殲一起長大的瓦韓族，過去因蒙泰的背叛差點被阿斯達軍抓獲，幸好偶遇海嘠達父子，與他們一起度過了新生活。偶然間與銀殲再次相遇，成爲他重要的助手。                                                                                                 |
| 孫淑 （特别出演）       | 阿薩莎坎 | 守護白山神城洞穴的白山部落元老，也是阿薩氏的最高長者，如今卻被囚禁在大神殿的階梯監獄中，正在黑暗冰冷的地方尋找機會。必須阻止刀、鈴鐺、鏡子結束這個世界，只能幫助妥坤，在即將熄滅的生命聚集最後的力量。                                                               |
| 吳廷桓                  | 阿薩勇   | 在叛亂中勉強倖存後，阿薩勇躲藏在群舍利村。暗中幫助決定與白山站在一起的太遏何，夢想著有一天能擊倒坦雅奪回大神殿。 |
| 唐田英里佳 （特别出演） | 卡莉卡   | 莫摩族的夏巴拉，為了幫她的波根芭里復仇而來助銀殲一臂之力。 |

## 製作
由於製作方2019年在第一季的硬體搭建便投入了150億韓元（總製作費約540億韓元），也以季播制為目標，後因COVID-19疫情，直至2022下半年才宣布開拍第二季。但金元錫導演已離開製作公司Studio Dragon Corporation，故改由《浴血圍城88天》的金光植導演負責執導，編劇仍為金榮昡、朴尚淵作家。
而後決定本季將拉至八年後的背景並發展新的故事，因此男女主角改由李準基與申世景，張東健與金玉彬則繼續原角色。歷經8個月的拍攝，於2023年4月29日正式殺青，為100%事前製作之作品。
金榮昡、朴尚淵作家於記者發布會上表示，有鑑於第一季的評價，修改了第二季的世界觀，將會以「輕鬆、爽快」為出發點，讓複雜的人物關係也能簡單的傳達出來。「偉大的戰爭」將是本季關鍵字，動作戲部份由金光植導演充分展現在古裝劇上從未見過的快感。

## 播出
《阿斯達年代記：阿拉姆恩之劍》自2023年9月9日起，每週六、日晚間9點20分於tvN首播。為了避開他台於9月24日（週日）轉播的2022年杭州亞運會男子E組足球比賽，第5集與第6集排定於9月23日（週六）2集連播。9月30與10月1日同樣為避開亞運會的轉播而暫停播出一週，第7集與第8集則排定於10月8日（週日）2集連播。

## 分集列表
| 總集數 | 集數 （季） | 標題             | 導演   | 編劇           | 首播日期       | 片長   | 南韓收視人數 （百萬） |
| --- | ----------- | ---------------- | ------ | -------------- | -------------- | ------ | --------------------- |
| 19 | 1           | 軟弱的人們啊     | 金光植 | 金榮昡、朴尚淵 | 2023年9月9日   | 77分鐘 | 1.212                 |
| 妥坤以阿拉姆恩再臨之姿坐上王座後，八年過去了！實現三十個亞高氏族大統一的銀殲抱著解放所有遭到逼迫的人的偉大夢想，為了與阿斯達大戰帶著亞高聯盟渡過銅山江。奉妥坤之命擔任總軍長的薩雅必須證明他的繼承資格。             |             |                  |        |                |                |        |                       |
| 20 | 2           | 雙胞胎之戰       | 金光植 | 金榮昡、朴尚淵 | 2023年9月10日  | 74分鐘 | 1.046                 |
| 在寒草芽平原相遇的阿斯達征伐軍和亞高聯盟軍展開第一次戰爭！第一次遇上阿斯達精兵的銀殲與亞高聯盟軍，因精兵軍力的絕對優勢而深陷苦戰。另一方面，妥坤意識到坦雅身為阿薩辛再臨的地位漸高，開始感到自己的絕對權力受到威脅。 |             |                  |        |                |                |        |                       |
| 21 | 3           | 瓦韓的戀人       | 金光植 | 金榮昡、朴尚淵 | 2023年9月16日  | 72分鐘 | 1.084                 |
| 在與亞高展開的初次戰鬥中發生了超乎想像的意外情況，令阿斯達陷入衝擊與混亂中。另一方面，亞高聯盟也出現了意想不到的情況，亞高聯盟領導層擔心兩百年來終於一統的聯盟也許會分裂而騷動。另一方面，坦雅面臨難以置信的情況。   |             |                  |        |                |                |        |                       |
| 22 | 4           | 紫血             | 金光植 | 金榮昡、朴尚淵 | 2023年9月17日  | 75分鐘 | 1.122                 |
| 妥坤與太遏何的兒子阿祿王子被綁架，阿斯達王宮人仰馬翻。此時，有人偷偷接近坦雅，將她引向隱藏許久的祕密地點。另一方面，妥坤與太遏何為了救出阿祿王子前往群舍利村，妥坤是伊格特的事實傳遍全阿斯達，妥坤面臨絕命危機！     |             |                  |        |                |                |        |                       |
| 23 | 5           | 阿拉姆恩之劍     | 金光植 | 金榮昡、朴尚淵 | 2023年9月23日  | 70分鐘 | 0.790                 |
| 紫血曝光的妥坤陷入混亂。此時，阿拉姆恩在阿斯達留下的最後神諭：「當櫸樹裡的阿拉姆恩之劍顯露時，阿拉姆恩將宣布使命」被公布，坦雅去找尋神諭的意義！薩雅遇上可疑的存在，銀殲陷入絕命危機！                               |             |                  |        |                |                |        |                       |
| 24 | 6           | 假的伊那伊神氣   | 金光植 | 金榮昡、朴尚淵 | 2023年9月23日  | 77分鐘 | 0.488                 |
| 模仿伊那伊神氣想要佔有亞高聯盟的薩雅，欲將危機化為轉機，卻經歷意想不到的感情波動。另一方面，坦雅踏出偉大計畫的第一步，太遏何則更接近真相一步，依舊混亂的妥坤下達了奇怪的王命，新的危機降臨阿斯達。                   |             |                  |        |                |                |        |                       |
| 25 | 7           | 伊寇馬希司       | 金光植 | 金榮昡、朴尚淵 | 2023年10月8日  | 78分鐘 | 0.842                 |
| 尋找抵擋阿斯達鐵劍方法的銀殲，在意外的相遇中找到解決辦法。另一方面，得知真相的妥坤發狂暴走，坦雅和太過何岌岌可危，阿斯達被籠罩在恐懼中。當薩雅正在執行祕密計畫的時候，再次遇上可疑的存在們，並坦雅發現所有的計畫。   |             |                  |        |                |                |        |                       |
| 26 | 8           | 天底下最強的生物 | 金光植 | 金榮昡、朴尚淵 | 2023年10月8日  | 77分鐘 | 0.744                 |
| 妥坤瘋狂過度，眾人必須阻止暴走的妥坤。薩雅向太遏何和坦雅提出難以拒絕的提議，太過何也知道再也無法挽回，安靜又殘酷的夜晚來到了阿斯達。另一方面，銀殲感覺到與阿斯達的決戰將近，究竟阿斯達能否止住妥坤的暴走？           |             |                  |        |                |                |        |                       |
| 27 | 9           | 記住我的臉       | 金光植 | 金榮昡、朴尚淵 | 2023年10月14日 | 78分鐘 | 0.717                 |
| 那天那個混亂的夜晚過去，阿斯達面臨新的局面，銀殲和亞高聯盟得到能與阿斯達對抗的強大武器。另一方面，妥坤和銀殲決戰的日子到了，妥坤以完美的戰略將銀殲推向絕境，但是妥坤卻得面對驚人的真相。                             |             |                  |        |                |                |        |                       |
| 28 | 10          | 旋風火           | 金光植 | 金榮昡、朴尚淵 | 2023年10月15日 | 78分鐘 | 0.980                 |
| 雖然阿斯達在與亞高族的戰爭中大獲全勝，妥坤卻大受震撼。另一方面，在阿斯森林被包圍的銀殲和亞高族陷入危機，妥坤提出交易，雖然知道這是妥坤的陰謀，但是銀殲不得不答應，然而他甘受珍視的人犧牲，在戰鬥中使出殺手鐧。       |             |                  |        |                |                |        |                       |
| 29 | 11          | 巾幗英雄         | 金光植 | 金榮昡、朴尚淵 | 2023年10月21日 | 78分鐘 | 0.615                 |
| 出於不同的原因欲佔領阿斯達的兩個女人，想讓阿斯達易主的坦雅與想要守住阿斯達的太遏何，兩人的鬥爭展開，坦雅的龐大計畫真相大白。銀殲終於帶領著亞高軍前往阿斯達，太遏何為阻止銀殲準備最後一招。                           |             |                  |        |                |                |        |                       |
| 30 | 12          | 阿斯達年代記     | 金光植 | 金榮昡、朴尚淵 | 2023年10月22日 | 82分鐘 | 1.110                 |
| 銀殲與亞高聯盟終於進攻到阿斯達，然而他們既沒有攻城武器，糧食也逐漸見底，此時銀殲的援軍出現。另一方面，死也無法離開阿斯達的妥坤正在準備自己的戰爭，坦雅、太遏何、薩雅、銀殲則為守護自己最珍視的東西進行最終一戰。     |             |                  |        |                |                |        |                       |

## 收視率
《阿斯達年代記：阿拉姆恩之劍》於2023年9月9日在有線電視tvN開播，首集錄得5.0%的收視率，瞬間最高收視達6.5%，但低於2019年播映的《阿斯達年代記》的開播收視（6.7%）。第2集收視下滑至4.7%，但連續2集位居有線電視、綜合編成頻道同時段收視冠軍。9月16日播出的第3集以5.0%刷新自身最高收視紀錄，達成地上波、有線電視、綜編頻道的同時段收視冠軍。
為避開9月24日舉行的2022年杭州亞運會男子E組足球比賽，第6集提前至23日與第5集連續播映，但當日收視仍受到KBS 1TV、MBC轉播亞運開幕式的影響，第6集下跌至2.2%，創下自身最低收視紀錄。然而，24日於原時段重播第6集，錄得2.347%的收視率，共有52.5萬人觀看，反而高於23日的首播收視。
儘管本劇數度在同時段取得收視冠軍，但自播出以來，一直位居同期週末劇收視之尾，低於地上波的KBS 2TV週末劇《真的出現了！》、《孝心的家各自為生》，MBC金土劇《戀人》，SBS金土劇《災後調查日誌2》、《7人的逃脫》；以及綜合編成頻道JTBC的土日劇《摸心第六感》、《大力女子姜南順》。唯一高於同屬有線電視的ENA於10月14日起播映的土日特別企劃《惡人傳記》。
| 季數 | 季數         | 每季集數 | 每季集數 | 每季集數 | 每季集數 | 每季集數 | 每季集數 | 每季集數 | 每季集數 | 每季集數 | 每季集數 | 每季集數 | 每季集數 | 每季集數 | 每季集數 | 每季集數 | 每季集數 | 每季集數 | 每季集數 |
| 季數 | 季數         | 1        | 2        | 3        | 4        | 5        | 6        | 7        | 8        | 9        | 10       | 11       | 12       | 13       | 14       | 15       | 16       | 17       | 18       |
| ---- | ------------ | -------- | -------- | -------- | -------- | -------- | -------- | -------- | -------- | -------- | -------- | -------- | -------- | -------- | -------- | -------- | -------- | -------- | -------- |
|      | 阿斯達年代記 | 1.840    | 2.001    | 1.674    | 2.120    | 1.507    | 1.930    | 1.490    | 1.597    | 1.610    | 1.865    | 1.632    | 1.813    | 1.728    | 1.970    | 1.461    | 1.812    | 1.720    | 1.999    |
|      | 阿拉姆恩之劍 | 1.212    | 1.046    | 1.084    | 1.122    | 0.790    | 0.488    | 0.842    | 0.744    | 0.717    | 0.980    | 0.615    | 1.110    | –        | –        | –        | –        | –        | –        |

| 總集數 | 集數 | 標題             | 播出日期       | 尼爾森全國收視率 | 尼爾森全國收視率 | 尼爾森首都圈收視率 | 尼爾森首都圈收視率 | TNMS收視率 （全國週間） |
| 總集數 | 集數 | 標題             | 播出日期       | 家庭戶比例       | 人數（百萬）     | 家庭戶比例         | 人數（百萬）       | TNMS收視率 （全國週間） |
| ------ | ---- | ---------------- | -------------- | ---------------- | ---------------- | ------------------ | ------------------ | ----------------------- |
| 19     | 1    | 軟弱的人們啊     | 2023年9月9日   | 4.969%           | 1.212            | 5.363%             | 0.647              | 3.12%                   |
| 20     | 2    | 雙胞胎之戰       | 2023年9月10日  | 4.620%           | 1.046            | 4.676%             | 0.473              | 3.12%                   |
| 21     | 3    | 瓦韓的戀人       | 2023年9月16日  | 5.004%           | 1.084            | 5.617%             | 0.615              | 2.52%                   |
| 22     | 4    | 紫血             | 2023年9月17日  | 4.957%           | 1.122            | 5.369%             | 0.588              | 2.52%                   |
| 23     | 5    | 阿拉姆恩之劍     | 2023年9月23日  | 3.456%           | 0.790            | 3.637%             | 0.380              | 1.9%                    |
| 24     | 6    | 假的伊那伊神氣   | 2023年9月23日  | 2.198%           | 0.488            | 2.021%             | 0.236              | 1.9%                    |
| 25     | 7    | 伊寇馬希司       | 2023年10月8日  | 3.520%           | 0.842            | 3.640%             | 0.400              | 2.4935%                 |
| 26     | 8    | 天底下最強的生物 | 2023年10月8日  | 3.025%           | 0.744            | 3.256%             | 0.380              | 2.4935%                 |
| 27     | 9    | 記住我的臉       | 2023年10月14日 | 3.172%           | 0.717            | 3.561%             | 0.364              | 2.17%                   |
| 28     | 10   | 旋風火           | 2023年10月15日 | 4.355%           | 0.980            | 4.544%             | 0.459              | 2.17%                   |
| 29     | 11   | 巾幗英雄         | 2023年10月21日 | 2.394%           | 0.615            | 2.520%             | 0.307              | 2.06%                   |
| 30     | 12   | 阿斯達年代記     | 2023年10月22日 | 4.604%           | 1.110            | 4.949%             | 0.566              | 2.06%                   |
| 特輯   | 特輯 | 說出你的使命     | 2023年9月30日  | 2.501%           | 0.556            | 2.611%             | 0.271              | —                       |

## 獎項榮譽
| 年份   | 頒獎典禮              | 獎項                      | 入圍者 | 結果 |
| 2023年 | 第9屆APAN Star Awards | 長篇連續劇 女子優秀演技獎 | 金玉彬 | 獲獎 |